# Ernster László
Ernster László (Lars Ernster) (Budapest, 1920. május 20./május 4. – Stockholm, 1998. november 4.) magyar-svéd kémikus, biokémikus.

## Életpályája
Orvosnak készült, de zsidó származása miatt az akkori Magyarországon erre nem volt lehetősége. Párizsba ment, majd 1939-ben hazatért. 1945. január 8-án a Wallenberggel együttműködő Szabó Károly és Szalai Pál mentették meg őt és 153 társát az utolsó pillanatban a Dunába lövéstől. 1946-ban Svédországba utazott. 1946–1956 között a stockholmi Wenner-Gren Kutatóintézet munkatársa volt Olov Lindberg mellett. 1956-ban biokémiából doktorált a Stockholmi Egyetemen. 1956–1967 között a Stockholmi Egyetem Biokémia Intézetének adjunktusi, majd docensi állását töltötte be. 1967–1986 között professzor, s egyben a Stockholmi Egyetem Biokémiai Intézetének igazgatója volt. 
1968-ban hazatért; a Magyar Tudományos Akadémia előadója volt. 1977–1988 között a kémiai Nobel-díj Bizottságának tagjává választották. 1982–1988 között a Tudományos Szövetségek Nemzetközi Tanácsának főtitkáraként dolgozott. 1986-ban vonult nyugalomba.
Kutatási területe a bioenergetika, elsősorban az emlőssejtek mitokondriumaiban lezajló energiaátalakító folyamatok. Több mint 500 tudományos közlemény jelent meg szerzőségében.

### Tudományos tagságai, címei
- 1974–től a Svéd Királyi Tudományos Akadémia tagja.
- 1981-től a Magyar Tudományos Akadémia tiszteletbeli tagja.
- 1982-től az Orosz Tudományos Akadémia tagja. 1986-tól az Amerikai Művészeti és Tudományos Akadémia tagja.
- 1987-től a Holland Királyi Akadémia tagja.
- 1988-ban a Semmelweis Egyetem tiszteletbeli doktora.

## Magánélete
1944-ben házasságot kötött Wohl Edittel.